# Roy Rogers
Roy Rogers, pseudonimo di Leonard Franklin Slye (Cincinnati, 5 novembre 1911 – Apple Valley, 6 luglio 1998), è stato un cantante e attore statunitense.

## Biografia
Con la moglie Dale Evans, il suo cavallo palomino Trigger e il suo cane da pastore tedesco Bullet, Roy Rogers fu protagonista di oltre cento film e dello spettacolo The Roy Rogers Show, serie radiofonica western che arrivò in televisione nel 1951 e andò in onda fino al 1957. 
Nei suoi spettacoli spesso erano presenti due suoi amici, l'attore Pat Brady (che guidava una jeep chiamata Nellybelle) e il bisbetico e attaccabrighe Gabby Hayes. 
Il soprannome di Rogers era King of the Cowboys, mentre quello della moglie era Queen of the West. Per molti americani, Rogers fu il simbolo dell'eroe americano dell'epopea western.

## Citazioni
- Il brano musicale Roy Rogers è il settimo della facciata B dell'album Goodbye Yellow Brick Road di Elton John ed è una canzone omaggio al celebre attore western. Il testo fu scritto da Bernie Taupin, lo storico paroliere del cantante britannico, mentre la musica fu composta dallo stesso Elton John.
- Al suo nome è ispirata la marca di jeans italiana Roy Roger's, a sua volta citata da Max Pezzali e gli 883 nella canzone "Gli anni" con tono nostalgico.

## Filmografia

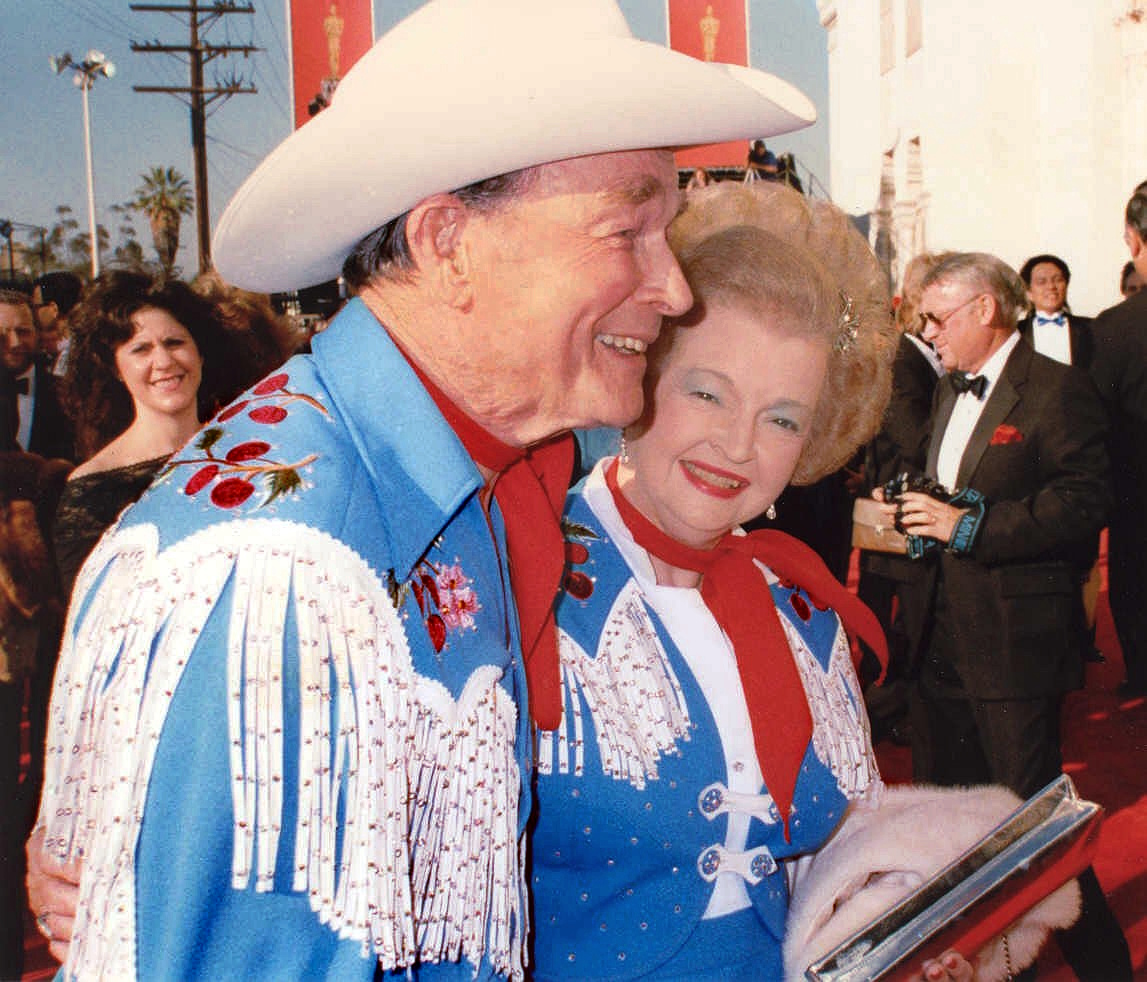
Roy Rogers nel 1989 con la moglie Dale Evans

- Gallant Defender, regia di David Selman (1935)
- Way Up Thar, regia di Mack Sennett - cortometraggio di 19 minuti (1935)
- The Old Homestead, regia di William Nigh (1935)
- Slightly Static, regia di William H. Terhune (1935)
- The Old Corral, regia di Joseph Kane (1936)
- The Big Show, regia di Mack V. Wright (1936)
- California Mail, regia di Noel M. Smith (1936)
- Rhythm on the Range, regia di Norman Taurog (1936)
- Song of the Saddle, regia di Louis King (1936)
- The Mysterious Avenger, regia di David Selman (1936)
- Wild Horse Rodeo, regia di George Sherman (1937)
- The Old Wyoming Trail, regia di Folmar Blangsted (1937)
- Shine On, Harvest Moon, regia di Joseph Kane (1938)
- Come On, Rangers, regia di Joseph Kane (1938)
- A Feud There Was, regia di Tex Avery (1938)
- Billy the Kid Returns, regia di Joseph Kane (1938)
- Under Western Stars, regia di Joseph Kane (1938)
- The Old Barn Dance, regia di Joseph Kane (1938)
- Days of Jesse James, regia di Joseph Kane (1939)
- Saga of Death Valley, regia di Joseph Kane (1939)
- Jeepers Creepers, regia di Frank McDonald (1939)
- The Arizona Kid, regia di Joseph Kane (1939)
- Wall Street Cowboy, regia di Joseph Kane (1939)
- In Old Caliente, regia di Joseph Kane (1939)
- Frontier Pony Express, regia di Joseph Kane (1939)
- Southward Ho!, regia di Joseph Kane (1939)
- Rough Riders' Round-up, regia di Joseph Kane (1939)
- The Border Legion, regia di Joseph Kane (1940)
- Young Bill Hickok, regia di Joseph Kane (1940)
- Colorado, regia di Joseph Kane (1940)
- The Ranger and the Lady, regia di Joseph Kane (1940)
- The Carson City Kid, regia di Joseph Kane (1940)
- Young Buffalo Bill, regia di Joseph Kane (1940)
- Il generale Quantrill (Dark Command), regia di Raoul Walsh (1940)
- Red River Valley, regia di Joseph Kane (1941)
- Jesse James at Bay, regia di Joseph Kane (1941)
- Bad Man of Deadwood, regia di Joseph Kane (1941)
- Nevada City, regia di Joseph Kane (1941)
- Sheriff of Tombstone, regia di Joseph Kane (1941)
- In Old Cheyenne, regia di Joseph Kane (1941)
- Arkansas Judge, regia di Frank McDonald (1941)
- Robin Hood of the Pecos, regia di Joseph Kane (1941)
- Ridin' Down the Canyon, regia di Joseph Kane (1942)
- Heart of the Golden West, regia di Joseph Kane (1942)
- Sunset Serenade, regia di Joseph Kane (1942)
- Sons of the Pioneers, regia di Joseph Kane (1942)
- Romance on the Range, regia di Joseph Kane (1942)
- Sunset on the Desert, regia di Joseph Kane (1942)
- South of Santa Fe, regia di Joseph Kane (1942)
- Man from Cheyenne, regia di Joseph Kane (1942)
- Man from Music Mountain, regia di Joseph Kane (1943)
- Silver Spurs, regia di Joseph Kane (1943)
- Song of Texas, regia di Joseph Kane (1943)
- King of the Cowboys, regia di Joseph Kane (1943)
- Idaho, regia di Joseph Kane (1943)
- Lake Placid Serenade (Winter Serenade), regia di Steve Sekely (1944)
- Brazil (Stars and Guitars), regia di Joseph Santley (1944)
- Lights of Old Santa Fe, regia di Frank McDonald (1944)
- San Fernando Valley, regia di John English (1944)
- Song of Nevada, regia di Joseph Kane (1944)
- The Yellow Rose of Texas, regia di Joseph Kane (1944)
- Cowboy and the Senorita, regia di Joseph Kane (1944)
- Hands Across the Border, regia di Joseph Kane (1944)
- Ho baciato una stella (Hollywood Canteen), regia di Delmer Daves (1944)
- Don't Fence Me In, regia di John English (1945)
- Sunset in El Dorado, regia di Frank McDonald (1945)
- Along the Navajo Trail, regia di Frank McDonald (1945)
- Man from Oklahoma, regia di Frank McDonald (1945)
- Bells of Rosarita, regia di Frank McDonald (1945)
- Utah, regia di John English (1945)
- Heldorado, regia di William Witney (1946)
- Out California Way, regia di Lesley Selander (1946)
- Home in Oklahoma, regia di William Witney (1946)
- Roll on Texas Moon, regia di William Witney (1946)
- Under Nevada Skies, regia di Frank McDonald (1946)
- Trigger il cavallo prodigio (My Pal Trigger), regia di Frank McDonald (1946)
- Rainbow Over Texas, regia di Frank McDonald (1946)
- Song of Arizona, regia di Frank McDonald (1946)
- On the Old Spanish Trail, regia di William Witney (1947)
- Springtime in the Sierras, regia di William Witney (1947)
- Bells of San Angelo, regia di William Witney (1947)
- Hit Parade of 1947, regia di Frank McDonald (1947)
- Apache Rose, regia di William Witney (1947)
- The Far Frontier, regia di William Witney (1948)
- Grand Canyon Trail, regia di William Witney (1948)
- Night Time in Nevada, regia di William Witney (1948)
- Eyes of Texas, regia di William Witney (1948)
- Under California Stars, regia di William Witney (1948)
- The Gay Ranchero, regia di William Witney (1948)
- Pecos Bill, regia di Clyde Geronimi - cortometraggio di 23 minuti (1948)
- Lo scrigno delle sette perle (Melody Time), regia di Clyde Geronimi, Wilfred Jackson (1948)
- The Golden Stallion, regia di William Witney (1949)
- Down Dakota Way, regia di William Witney (1949)
- Susanna Pass, regia di William Witney (1949)
- Trail of Robin Hood, regia di William Witney (1950)
- North of the Great Divide, regia di William Witney (1950)
- Sunset in the West, regia di William Witney (1950)
- Trigger, Jr., regia di William Witney (1950)
- Twilight in the Sierras, regia di William Witney (1950)
- Bells of Coronado, regia di William Witney (1950)
- In Old Amarillo, regia di William Witney (1951)
- Heart of the Rockies, regia di William Witney (1951)
- Spoilers of the Plains, regia di William Witney (1951)
- South of Caliente, regia di William Witney (1951)
- Pals of the Golden West, regia di William Witney (1951)
- The Roy Rogers Show (1951-1957) - serie TV - 101 episodi
- Il figlio di viso pallido (Son of Paleface), regia di Frank Tashlin (1952)
- Tournament of Roses - cortometraggio di 17 minuti (1954)
- Mackintosh and T.J., regia di Marvin J. Chomsky (1975)